# Рутенберг, Пётр Моисеевич
Пётр (Пинхас) Моисеевич Ру́тенберг (24 января [5 февраля] 1878, Ромны, Полтавская губерния, Российская империя — 3 января 1942 года, Иерусалим, Британская Палестина) — эсер, инженер, политический деятель и бизнесмен, активный участник русских революций 1905 и 1917 гг., впоследствии один из руководителей сионистского движения и организаторов Еврейского Легиона и Американского еврейского конгресса (1914—1915). В 1920-е годы добился от британских властей концессии на электрификацию подмандатной Палестины, построил первые электростанции, создал и возглавил существующую и поныне в Израиле Электрическую компанию. Организатор и участник убийства Георгия Гапона.

## Детство и молодость
Пинхус Моисеевич Рутенберг родился 24 января (5 февраля) 1878 года в городе Ромны (тогда Полтавская губерния Российской империи, сейчас Украина) в еврейской семье. Отец — Моисей (Мойше) Рутенберг, купец 2-й гильдии. Мать — Бася-Малка Рутенберг (урождённая Марголина), дочь кременчугского раввина Пинхаса Марголина. Кроме Пинхаса, в семье были и другие дети, пять сыновей и две дочери. Рутенберг получил традиционное еврейское образование, в детстве ходил в хедер, изучал священное писание и еврейские законы. В возрасте одиннадцати лет он поступил в реальное училище в своём родном городе. Затем он приезжает в Петербург, где поступает в Санкт-Петербургский практический технологический институт. Здесь он увлекается идеями тираномахии, к сионизму же относился безразлично.
Журналист Горелик пишет, что духовными «наставниками» Рутенберга были такие личности, как Николай Кибальчич, Вера Фигнер, Софья Перовская, Андрей Желябов и другие. Среди его учителей был Георгий Плеханов, даже после его смерти Рутенберг поддерживал связь с его женой, Розалией. Во время учёбы в институте под влиянием идей народничества формируется Рутенберг-революционер.
В 1899 году он принял участие в студенческих волнениях, охвативших столицу империи, за особо активное участие в протестах Пинхас был отчислен из института и выслан в Екатеринослав, где работал чертёжником на металлургическом заводе, а позже на железной дороге. В Екатеринославе он сблизился с социал-демократами. Позже, с возникновением партии эсеров, вступил в неё.
В начале 1900-х годов Рутенберг влюбился в Ольгу Николаевну Хоменко, которая была старше его и принадлежала, так же, как и сам Рутенберг, к революционной интеллигенции. Чтобы жениться на Ольге Хоменко, Рутенберг, по законам империи, должен был принять христианскую религию. В браке они нажили троих детей, двух сыновей (Женя и Толя) и одну дочь (Валя). Сын Евгений (1901—1982) позднее стал известен как учёный-ихтиолог.
Несмотря на то, что Рутенберг был эсером-активистом и был близко знаком со многими известными террористами того времени, такими, как Евно Азеф, Григорий Гершуни, Иван Каляев и с другими, он не участвовал в боевой организации эсеров. Партийная кличка «Мартын Иванович».

## Убийство Гапона

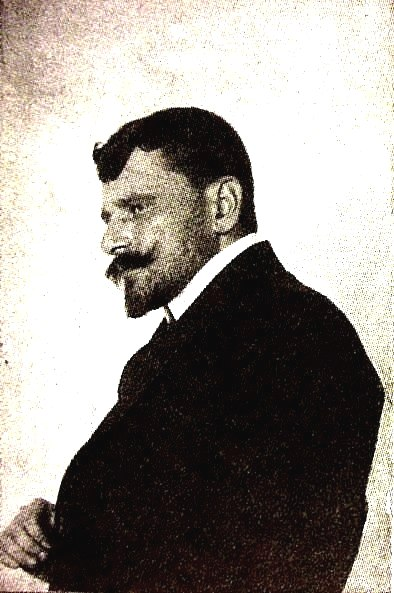
Пётр Рутенберг, 1900-е годы. Фото департамента полиции

Окончив институт, Рутенберг начал работать младшим инженером на крупнейшем в Петербурге Путиловском заводе.
9 января 1905 года по заданию партии принял участие в организованном священником Георгием Гапоном шествии рабочих к Зимнему дворцу, с целью вручения царю Петиции о нуждах народа. Во время последовавшего за шествием расстрела демонстрации солдатами Рутенберг проявил самообладание и фактически спас Гапону жизнь, выведя его из-под огня. Сбрив ему бороду и длинные волосы и переодев в простую одежду, Рутенберг увел Гапона на одну из тайных квартир, после чего его вывезли за границу.
Позже Гапон рассказал начальнику петербургского охранного отделения А. В. Герасимову о том, что у Рутенберга был план застрелить царя во время выхода того к народу.
Зимой 1905 года Рутенберг уехал за границу, где по решению ЦК эсеров он был назначен руководителем Военной организации партии (БО). Летом 1905-го принимал участие в неудачной попытке доставить оружие в Россию на пароходе «Джон Крафтон».
До конца 1905 года Гапон и Рутенберг скрываются за границей, где встречаются с такими видными социалистами, как Плеханов, Ленин, Кропоткин, Жорес, Клемансо.
За границей Рутенберг стал ближайшим другом Гапона, и, благодаря близости к этому популярному лидеру рабочих, превратился в заметную фигуру в партии эсеров. Затем Рутенберг, а вслед за ним и Гапон, возвращаются в Россию.
В начале 1906 года Гапон признался Рутенбергу в своих связях с полицией и попытался его завербовать, утверждая, что, будучи двойными агентами, они смогут оказать большую помощь рабочему делу. Рутенберг сообщил о провокации руководителям партии — Евгению Азефу (который сам впоследствии оказался провокатором и двойным агентом) и его заместителю Борису Савинкову. Азеф потребовал казнить Гапона.
26 марта Рутенберг пригласил Гапона на снятую заранее дачу в посёлке Озерки под Петербургом, где тот был повешен на крюке вешалки боевиками партии. (Дом, где произошло убийство, числился по Ольгинской (нынешней Эриванской) и Варваринской улицам.) Рутенберг писал в своих воспоминаниях (Париж, 1909), что Гапон был приговорён к смерти товарищеским судом рабочих, которые подслушивали его разговор с Гапоном, спрятавшись в соседней комнате на даче. После того, как Гапон несколько раз повторил предложение охранки о сотрудничестве, Рутенберг неожиданно позвал слышавших всё товарищей, а сам вышел на террасу. Когда он вернулся, Гапон был мёртв.
Руководство партии эсеров, однако, отказалось взять ответственность за преступление, заявляя, что Рутенберг действовал по собственной инициативе, исходя из личных мотивов.
В своем завещании Рутенберг писал про убийство Гапона так: «Раз в жизни свихнулся. Перешёл границу, нам, маленьким людям, дозволенную. И никак потом оправиться не мог».

## В эмиграции
Вынужденный отправиться в 1906 году эмиграцию в Германию, Рутенберг с 1907 по 1915 год жил в Италии. Он отходит от политической деятельности, сосредотачивается на инженерной работе и осваивает гидротехнику. Тогда же он впервые обращается к специфическим еврейским проблемам и приходит к выводу, что они могут быть решены только путём национальной организации еврейского народа. Он вернулся к иудаизму, выполнив по собственной инициативе средневековый суровый обряд покаяния отступника (39 ударов плетью на пороге синагоги, шрамы у Рутенберга остались на всю жизнь, и он ими гордился).
В 1907 году проживал в Англии.
С началом мировой войны Рутенберг берётся за создание еврейской боевой организации, задачей которой будет помочь союзникам освободить Палестину. Он посещает ряд европейских столиц, встречается с видными политиками и руководителями сионистского движения и вступает в контакт с Жаботинским и Трумпельдором, которые также работали над организацией «Еврейского легиона». По согласованию с Жаботинским, Рутенберг в мае 1915 года отправляется в Америку с целью агитации.
В Нью-Йорке идёт политическая борьба еврейских организаций вокруг создания структуры, способной отстаивать требования сионистов после победы союзников в войне. Рутенберг в основном поддерживает связь с лидерами левых организаций, такими, как Давид Бен-Гурион. Вместе с Хаимом Житловским он участвует в создании Американского еврейского конгресса. Тогда же Рутенберг под псевдонимом Пинхас Бен-Ами издаёт на идише свою книгу «Национальное возрождение еврейского народа», написанную им по-русски в Италии.
В Америке Рутенберг разработал детальный план использования гидроэнергии в Палестине и ирригации Палестины. Претворение этого плана в жизнь становится его мечтой.

## В Петрограде с Керенским
В феврале 1917 года произошла Февральская революция, в ходе которой был свергнут Николай II. Рутенберг был одним из многих эмигрантов, приветствовавших революцию и желавших вернуться в Россию. В июле 1917 года он уже в Петрограде, где его встретил соратник по партии эсеров Александр Керенский, возглавлявший Временное правительство. Несмотря на то, что Рутенберг находился в эмиграции 11 лет, через несколько дней он был назначен заместителем губернского комиссара.
К осени возглавлявшийся Троцким петроградский Совет рабочих депутатов стал органом власти, противостоящим рутенберговской городской Думе. Было ясно, что Советы намечают захватить власть и сместить правительство. 3 ноября Керенский объявил о создании Высшего совета в составе трёх человек, наделённого чрезвычайными полномочиями с целью сохранения законности и порядка, и включил в него Рутенберга. В октябре Рутенберг становится помощником Н. Кимкина — уполномоченного правительства по «водворению порядка в Петрограде». В дни Октябрьской революции Рутенберг предлагал арестовать и казнить Ленина и Троцкого.
Во время штурма Зимнего дворца, 7 ноября 1917 года, Рутенберг был в числе защитников резиденции Временного правительства. Он был арестован вместе с министрами и шесть месяцев провёл в Петропавловской крепости. Освобожден по ходатайству М. Горького и А. Коллонтай.
Затем работал в Москве, где занял пост в кооперативном движении. Однако после начавшейся политики Красного террора, проводимой большевиками, Рутенберг бежал в Киев — столицу тогда независимой Украинской Державы.

## В Одессе

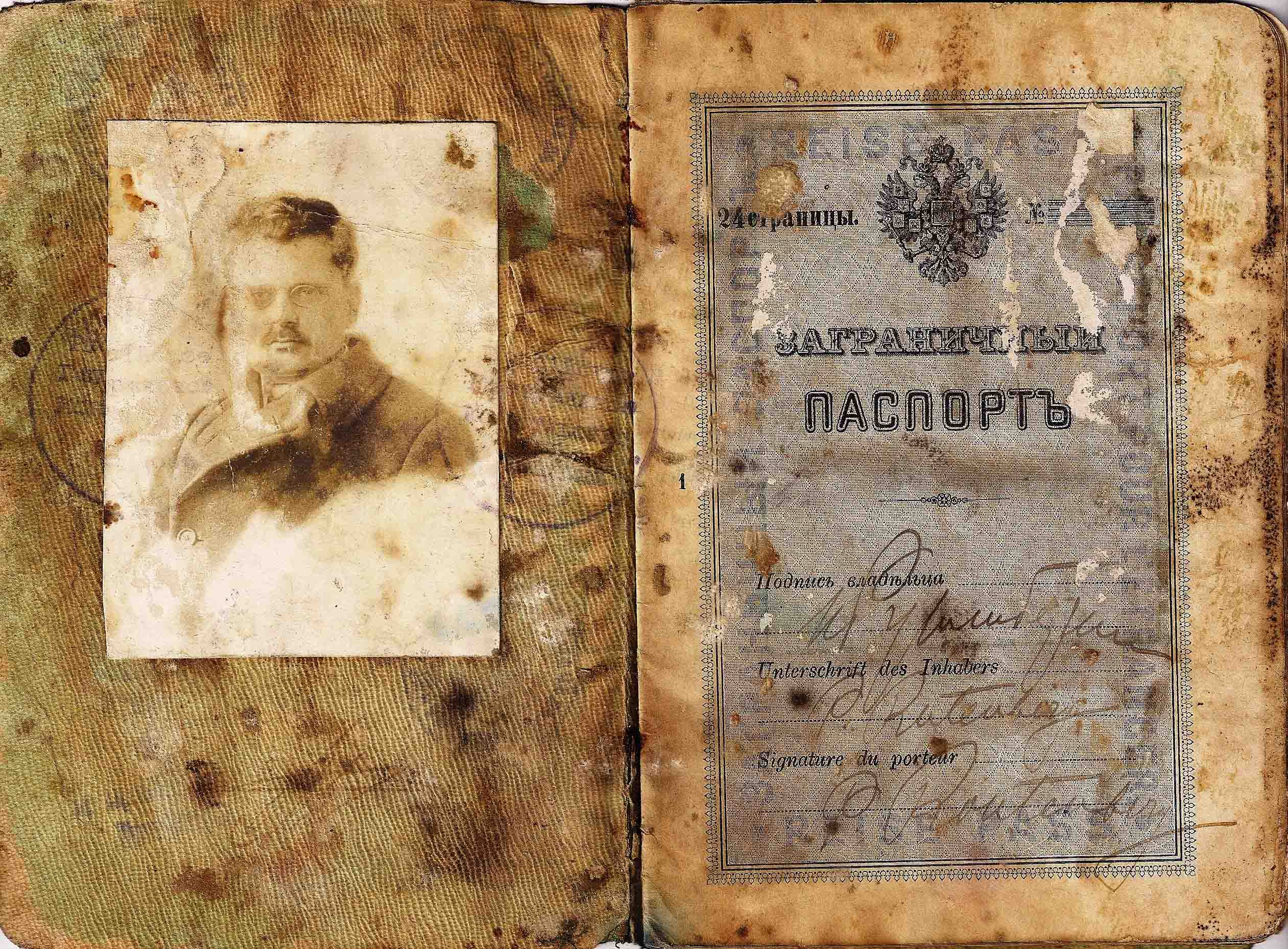
Паспорт, по которому Рутенберг бежал из Одессы в 1919 году.

Не позднее 1 февраля 1919 года Рутенберг приехал в Одессу. Там он вошёл в Комитет обороны и продовольствия, сформированный 23 марта 1919 года командованием французских войск, занимавших в это время Одессу, руководил снабжением во французской военной администрации. По воспоминаниям К. И. Глобачева в Совете обороны играл решающую роль и «подавлял прочих членов Совета обороны своей наглостью, безапелляционностью своих решений и авторитетом своей партийности».
В ночь со 2 на 3 апреля 1919 года Рутенберг присутствовал при встрече представителей одесского Совета рабочих депутатов с французским командованием, на которой были оговорены условия перехода власти в городе от французов к Совету, возглавляемому большевиками. Когда стало известно об объявленной эвакуации французских войск, Рутенберг настаивал на аресте рабочих организаций города, на что не соглашался ранее. По мнению Глобачева, такие действия Рутенберга имели провокационный характер.
17 марта 1919 года Рутенбергу удалось получить российский загранпаспорт вместе с выездной визой, что позволило ему сесть на американский корабль, отправлявшийся из Одессы в Константинополь, город, контролируемый союзниками.

## В Париже
В том же году в Париже совместно с другими руководителями сионистского движения участвовал в подготовке предложений к Версальской мирной конференции. В это же время он возвратился к своей идее электрификации Палестины. По рекомендации престарелого барона Эдмонда Ротшильда его сын, британский финансист Джеймс Ротшильд, выделил средства на этот проект.

## Электрификация Палестины

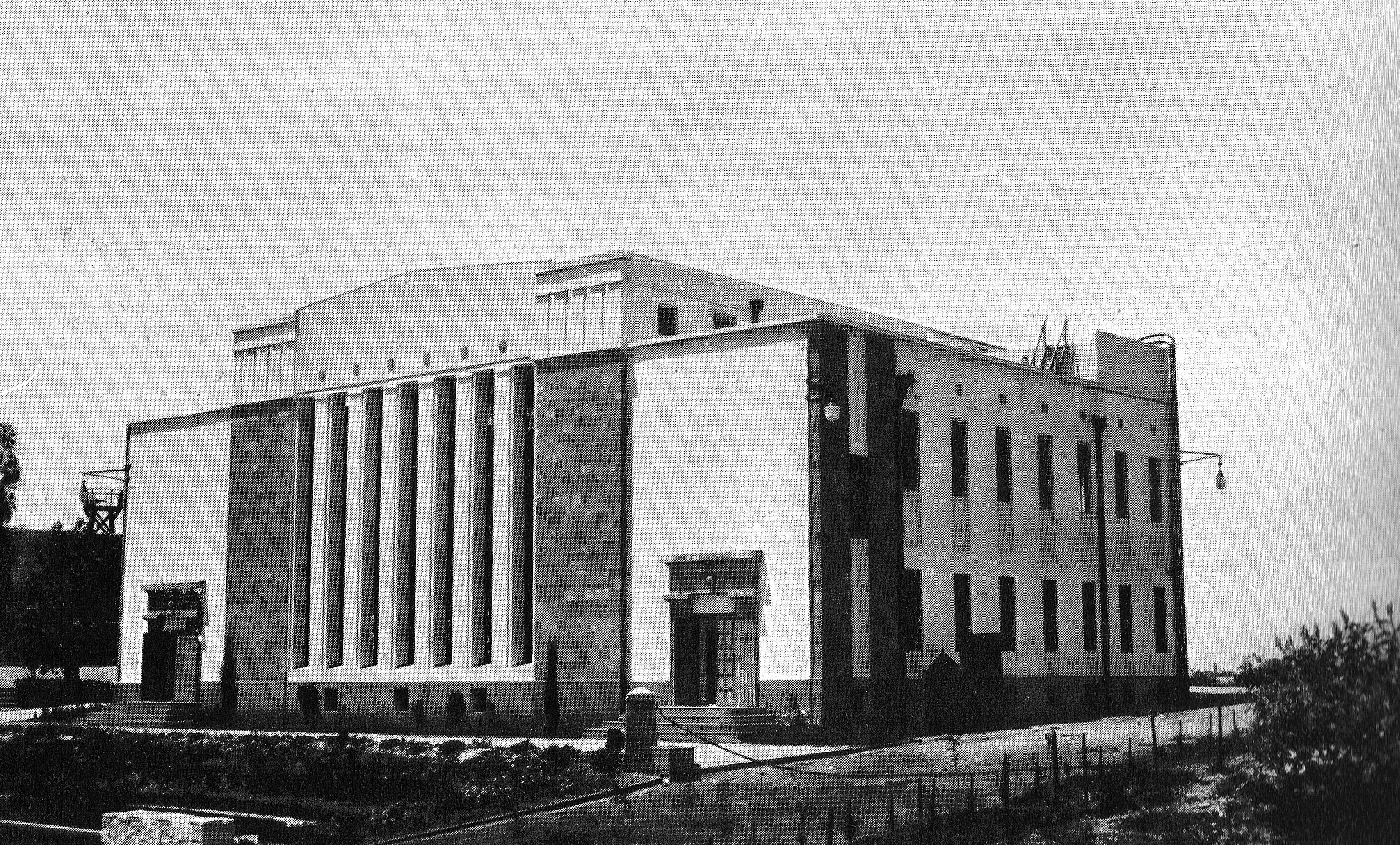
Палестинская Электрическая Компания

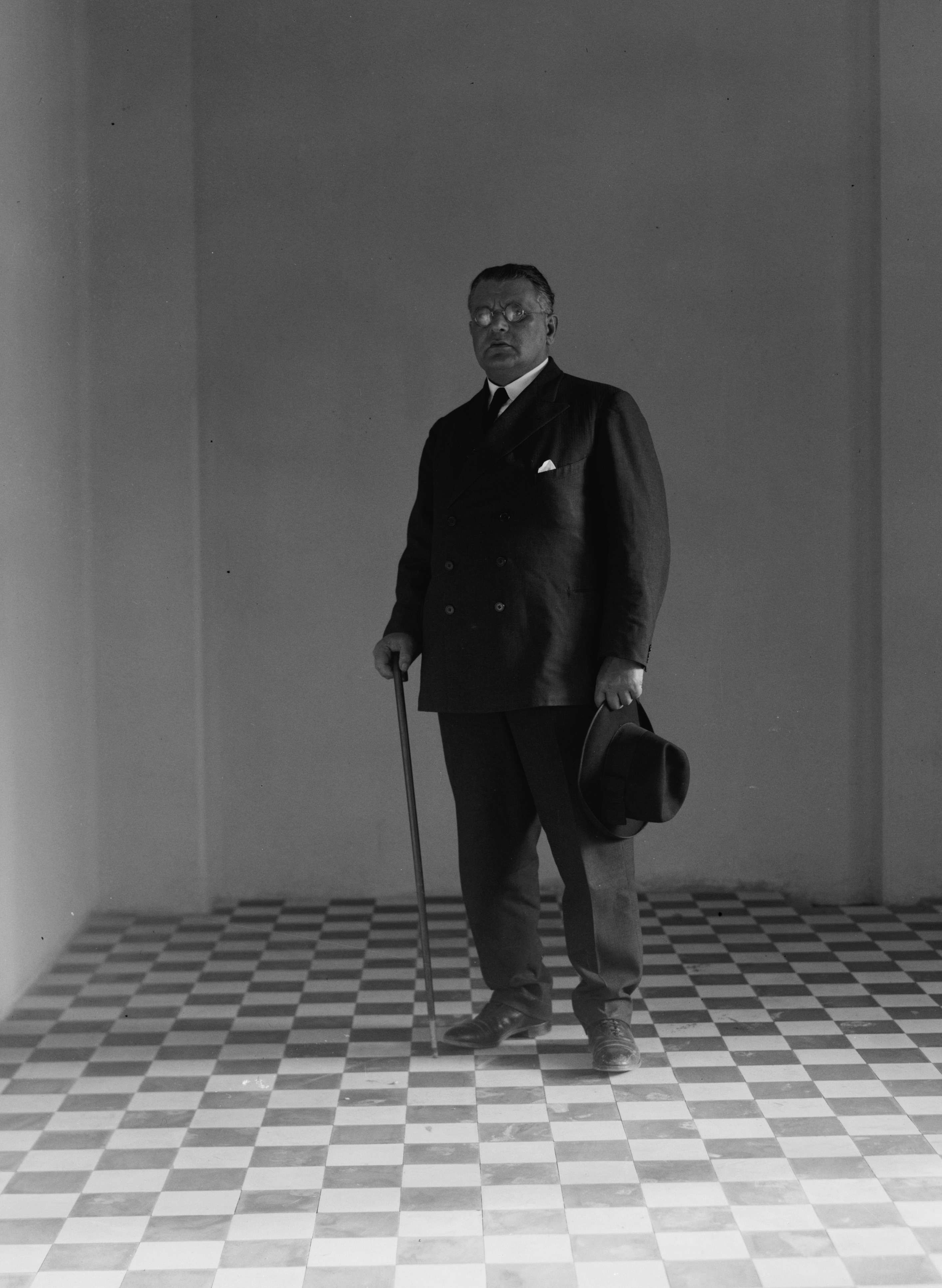
Пинхас Рутенберг — основатель Палестинской Электрической компании, фото около 1940 г.

В конце 1919 года сорокаоднолетний Рутенберг приезжает в Палестину и сразу сталкивается с антиеврейскими выступлениями палестинских арабов, которые вскоре переросли в погромы. Жаботинский, Рутенберг и Трумпельдор создают отряды еврейской самообороны «Хагана» — ядро будущей Армии обороны Израиля. В 1921 году Рутенберг — командир «Хаганы» во время беспорядков в районе Тель-Авива.
Рутенберг не прекращает работы по получению концессии и поиска инвестиций для строительства электростанций. Вначале он представил проект осушения болот и строительства каскада гидроэлектростанций в Верхней Галилее. Этот проект играл роль ключевого аргумента в переговорах 1920 года между Англией и Францией, в результате которых долина Верхнего Иордана (т. н. Галилейский выступ) была включена в состав подмандатной Палестины.
В 1923 году, преодолев многочисленные препятствия, при поддержке министра колоний Уинстона Черчилля, Рутенберг получает концессию на производство электроэнергии и создаёт Палестинскую Электрическую Компанию. Тогда же появилась первая электростанция, и электричество пришло сначала в Тель-Авив, а затем в Хайфу, Тверию и другие города.
В 1930 году строится сравнительно крупная гидроэлектростанция в Нахараиме, при впадении реки Ярмук в Иордан. Через несколько лет река проложила в мягких грунтах новое русло, обойдя плотину, которая оказалась на иорданской территории. «Старик из Нахараима» — под таким прозвищем стал известен Рутенберг среди еврейских колонистов. Рутенбергу удалось привлечь в совет компании многих именитых британских политиков: сэра Герберта Сэмюэла, сэра Хьюго Херста, графа Рединга.

## Глава Национального Совета
Социалистическое прошлое Рутенберга сближало его с левым лагерем в сионизме. В то же время он сохранял тесные связи с Жаботинским и «ревизионистским» правым течением. Рутенберг не принадлежал ни к одной из партий, но обладал огромным авторитетом и связями как в Палестине, так и среди европейских и американских политиков. Всё это делало его человеком, способным «наводить мосты» и сближать позиции разных групп.
В 1929 году произошли арабские нападения на евреев в Иерусалиме, у Стены плача. Главный раввин Палестины, рав Кук обращается к Рутенбергу с просьбой использовать своё влияние среди англичан, чтобы обеспечить безопасность в этом святом месте. Рутенберг назначается главой Национального Совета (Ваад Леуми, орган еврейского самоуправления). Совместно с Моше Смилянским Рутенберг пытается договориться с арабами о взаимопонимании и использует при этом своё знакомство с эмиром Трансиордании (позже королём Иордании) Абдаллой, возникшее на строительстве в Нахараиме. Переговоры эти, однако, не имели успеха.
В 1934 году он пытается преодолеть разногласия между Бен-Гурионом и Жаботинским. При посредничестве Рутенберга они пришли к соглашению, которое, однако, не было утверждено правлением Всемирной сионистской организации.
Британские власти использовали Рутенберга для установления неформальных контактов с Муссолини: во время одной из многочисленных поездок в Европу Рутенберг встречался в Риме со своим давним знакомым, теперь итальянским диктатором.
С началом Второй мировой войны Рутенберг вновь становится главой Национального Совета. Он пытается принять меры для спасения немецких евреев. Однако здоровье его ухудшается, и в 1942 году Рутенберг умирает в Иерусалиме. Перед смертью он обращается к еврейской молодёжи с призывом к единству. Рутенберг завещал своё состояние фонду для молодёжной деятельности, названному его именем. Дом Рутенберга на горе Кармель в Хайфе стал крупным молодёжным центром.
Гидроэнергия не стала источником электричества для Израиля. Станция в Нахараиме была разрушена иорданцами во время войны в 1948 году. Однако компания «Хеврат Хашмаль» («Электрическая компания») оказалась основой инфраструктуры еврейского государства. Именем Рутенберга названа крупная современная электростанция в районе Ашкелона.

## Семья
- Жена (разошлись в 1911) — Ольга Николаевна Хоменко (1872—1942), владелица петербургского издательства «Библиотека для всех»[21]
  - Сын — Евгений Петрович Рутенберг (1901—1982), ихтиолог, кандидат биологических наук, был дважды женат[21]. В начале 1930-х годов, после аспирантуры и работы на Дальнем Востоке, три года проработал в Англии на Плимутской станции, куда его выпустили без жены и ребёнка. Вернулся в Ленинград в конце 1934 — начале 1935 года (вскоре после убийства Кирова), первая жена с ним развелась заочно. Вторая жена — Екатерина Тимофеевна Лыхина[22].
  - Сын — Анатолий Петрович Рутенберг, жил в Берлине в 1930 г. как стажёр университета и собирался уехать в Америку[21]
  - Дочь — Валентина Петровна Рутенберг (3 июля 1909—после 2002)[21][23], родилась в г. Фонтене-о-Роз во Франции[24], получила медицинское образование в Берлине и Лондоне[25], вернулась в СССР, во время войны капитан медицинской службы в Эвакогоспитале № 2989, офтальмолог, начальник глазного отделения[26], награждена медалями «За оборону Москвы» и «За победу над Германией»[24][23]
- Сестра — Рахиль Моисеевна Рутенберг (1892—1968)[27], педагог; её падчерица — актриса Руфь Марковна Иоффе (сценический псевдоним Рома, 1915—1989), жена актёра Аркадия Райкина.
- Сестра — Анна (Ханна) Рутенберг, замужем за Израилем Поноровским, жила с ним г. Гадяч, умерла в Ленинграде в 1950-х, похоронена на ленинградском еврейском кладбище[28]
- Сестра — Белла Рутенберг, умерла в Ленинграде в 1960-х, похоронена на ленинградском еврейском кладбище[28]
- Брат — Авраам Рутенберг[ивр.] (1893—1982), второй директор Электрической компании после смерти Пинхаса Рутенберга.
- В семье ещё один брат и одна сестра[28].

## Сочинения
- Убийство Гапона : Записки П. М. Рутенберга. — Ленинград : Былое, 1925. — [8], 152 с.

### Сноски
1. ↑  Примечание «Хронос» к статье П. Рутенберг. Не существует никаких объективных данных (кроме рассказов самого Рутенберга) об участии каких-то «рабочих» в убийстве Гапона. Вероятнее всего, это были боевики, нанятые Рутенбергом для подобных грязных дел. Существуют многочисленные свидетельства о том, как вооруженные револьверами люди в 1905—1906 годах принуждали служащих покинуть рабочие места, в противном случае не подчинившихся ждала расправа. Таковых «рабочих» правильнее было бы называть бандитами, нанятыми на «дело». В письме Б. И. Николаевского В. М. Чернову от 15 октября 1931 года указывается, что одним из убийц Гапона был Дикгоф-Деренталь, член ПСР и отнюдь не рабочий, но студент. Воспоминания Деренталя об убийстве Гапона были опубликованы в «Былом» под криптонимом «N. N.».